# Federazione di hockey su ghiaccio della Svezia
La Federazione svedese di hockey su ghiaccio (swe. Svenska ishockeyförbundet, SIHF) è un'organizzazione fondata nel 1922 per governare la pratica dell'hockey su ghiaccio in Svezia.
Organizza e gestisce i campionati svedesi, che, in ordine sono:
- Maschili
  - Elitserien
  - Hockeyallsvenskan
  - League I
  - League II
  - League III
  - League IV
  - League V
- Femminile
  - Women Ice Hockey
  - Girl League

Coordina, inoltre, tutti i campionati giovanili, dall'Under-20 all'Under-10, quelli seniores e quelli scolastici.
Svenska Ishockeyförbundet è responsabile anche delle rappresentative nazionali. La nazionale maschile maggiore ha vinto sette mondiali (tra cui si aggiungono 18 secondi posti e 14 bronzi), due olimpiadi (con due argenti e quattro bronzi); la nazionale femminile vanta invece due bronzi mondiali, un argento e un bronzo olimpici.
Anche le attività dell'hockey in-line sono gestite dalla federazione, e la nazionale ha vinto 4 ori, due argenti ed un bronzo mondiali.
È membro della Federazione internazionale fin dal 1912.